# William Crary Brownell
William Crary Brownell (New York, 30 agosto 1851 – Williamstown, 22 luglio 1928) è stato un critico letterario statunitense.

## Biografia
William Crary Brownell nacque da Isaac e Lucia Brown Brownell il 30 agosto 1851 a New York.
Studiò dapprima al college Charles Institute di Newport e successivamente si laureò all'Amherst College nel 1871.
Dopo la laurea entrò a far parte dello staff del New York World (1871-1879), prima come reporter e poi come redattore.
Negli anni seguenti lavorò per The Nation a New York dal 1879 al 1881.
Brownell viaggiò in Europa nel 1881 e vi trascorse la maggior parte del tempo a Parigi. Tornato in America nel 1884, lavorò per la Philadelphia Press fino al 1888 e per Charles Scribner's Sons tra il 1888 e il 1926.
Per quanto riguarda la sua vita relazionale, nel gennaio del 1878, Brownell sposò Virginia S. Swinburne, che morì nel 1911. Dopo di che sposò la sua seconda moglie, Gertrude Hall, nel 1921.
Brownell viene solitamente associato al movimento del New Humanists, diffusosi intorno agli anni venti, sotto la guida di Irving Babbitt e Paul Elmer More; in realtà sembra più giusto considerarlo un precursore.
Ispirandosi da un lato a Sainte-Beuve con la sua necessità, al fine di comprendere l'opera di un artista, di conoscerne la biografia e dall'altro a Matthew Arnold con il suo tentativo di reinserire l'individuo all'interno della società e il letterato nell'ambito della tradizione, Brownell elaborò una concezione della letteratura come fatto essenziale e primario nello sviluppo etico e sociale dell'uomo.
Consapevole dell'aridità e superficialità della cultura americana del suo tempo, egli si rivolse a quella europea e soprattutto a quella francese, considerandoli modelli di un raggiunto equilibrio fra cultura, intesa come profonda assimilazione di tradizioni, e sviluppo sociale.
Brownell ha cercato di espandere la portata della critica letteraria americana come Matthew Arnold aveva fatto per gli inglesi e Sainte-Beuve per la Francia.
Fra i suoi libri, che emergono per la profondità psicologica e la cura stilistica, sono da ricordare: French Traits (1889); French Art (1892); Victorian Prosen Masters (1901); American Prosen Masters (1909).

## Opere
- French Traits (1889);
- French Art (1892);
- Victorian Prosen Masters (1901);
- American Prosen Masters (1909).